# Danijel Pranjić
Danijel Pranjić, född 2 december 1981 i Našice, Jugoslavien (nuvarande Kroatien), är en kroatisk fotbollsspelare som spelar för Omonia Psevda. Han har tidigare spelat för bland annat Panathinaikos, Heerenveen och Bayern München. 
Pranjić har spelat ett stort antal landskamper för det kroatiska landslaget med spel i bland annat två EM-turneringar.